# Kino Klein

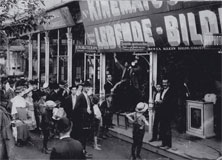
Laufkundschaft vor dem alten Kino Klein um 1905

Das Kino Klein wurde 1905 im Wiener Prater von Theresia Klein eröffnet, womit es zu den ersten frei stehenden Lichtspieltheatern Wiens zählte. Es bestand bis 1945, als es unter alliiertem Bombardement zerstört wurde.

## Geschichte
Vor Eröffnung des Kinos 1905 wurde am Standort Praterhütte Nr. 40 die elektrische „Reinprechtsche Riesenschaukel“, eine populäre Praterattraktion, sowie das Wursteltheater – auch als „Praterwurstel“ bekannt – betrieben. Dies war eine Schaubude für theatrale, aber vor allem für Abnormitätenvorführungen, wie der „Frau ohne Unterleib“, dem „stärksten Kettensprenger“ oder „dem kleinsten Menschen aller Zeiten“.
Im Jahr 1900 wurde die Riesenschaukel durch ein „Automobil Caroussel“ ersetzt und Mutoskope aufgestellt. 1905 wurden erstmals auch „Lebende Bilder - singend pfeifend“ in Kombination mit einem Phonographen gezeigt. Nur wenig später, noch im selben Jahr, ersetzte schließlich ein großzügiger Neubau die bisherige Bude mit Ausnahme des „Wursteltheaters“. Das neue Gebäude verfügte über eine barock verzierte Fassade und zwei kleine Zwiebeltürme an den straßenseitigen Ecken.
Das Kino machte sich rasch einen Namen, da bereits früh mit dem Import ausländischer Produktionen begonnen wurde. Theresia Klein verfügte „durch ihre Verträge mit ersten Pariser Lieferanten allwöchentlich Neues und Sehenswertes“, stellte bereits am 23. März 1908 das Illustrierte Wiener Extrablatt lobend fest.
1924 benannte man das Kino in „Krystall Kino“ um. Bis in die frühen 1930er-Jahre wurden Western- und Kriminalfilme gezeigt. Als letztes der Wiener Praterkinos zeigte es erst ab 1933 Tonfilme. Im Zuge der Umstellung auf Tonfilme wurde auch der Name geändert: Das Kino hieß nun „Kristall-Palast“ und bot Platz für rund 510 Besucher. Wie sämtliche Praterkinos – mit Ausnahme des Lustspieltheaters – wurde auch das „Kristall Kino“ (die Schreibweise – „i“ statt „y“ – wurde einst geändert) 1945 in den alliierten Bombenangriffen zerstört und nicht wieder aufgebaut. Heute befindet sich an der Stelle des zeitweise populärsten Praterkinos am Eingang des Praters die „Prateruhr“.